# Silentó
Ricky Lamar Hawk (Atlanta, Georgia; 22 de enero de 1998), más conocido por su nombre artístico Silentó, es un rapero, cantante, compositor y actor estadounidense. Firmó con la compañía discográfica Capitol Records, que lanzó la canción como un sencillo con un video musical a modo de acompañamiento. La canción alcanzó el puesto número tres en la lista Billboard Hot 100 de Estados Unidos. En junio de 2015, Silentó realizó una presentación en la ceremonia de los BET Awards, junto con el elenco de la serie Black-ish. Su siguiente sencillo, titulado «Young Love» y hecho con Skylar Mones, fue lanzado en su canal de YouTube el 14 de febrero de 2017. El 17 de mayo de ese mismo año participó en la canción «Like It Like It», de Marcus & Martinus.

## Historia
El primer sencillo de Silentó, «Watch Me (Whip/Nae Nae)», producido con Bolo Da Producer, fue lanzado en su canal YouTube el 25 de enero de 2015. A lo largo de una semana, obtuvo más de 2,5 millones de visitas. En abril de 2015, Silentó firmó con la compañía discográfica Capitol Records, que lanzó la canción como un sencillo con un video musical a modo de acompañamiento. La canción alcanzó el puesto número tres en la lista Billboard Hot 100 de Estados Unidos. 
En junio de 2015, Silentó realizó una presentación en la ceremonia de los BET Awards, junto con el elenco de la serie Black-ish. Su siguiente sencillo, titulado «Young Love» y hecho con Skylar Mones, fue lanzado en su canal de YouTube el 14 de febrero de 2017. El 17 de mayo formó parte de la canción «Like it Like it » por Marcus&Martinus.
El 3 de agosto de 2018, Silentó lanzó su primer álbum, Fresh Outta High School, que originalmente estaba programado para ser lanzado el 25 de mayo. Más tarde lanzó Fresh Outta High School Part 2 el 29 de noviembre de 2018.

## Cargos de asesinato
El 1 de febrero de 2021 fue arrestado en Condado de DeKalb y acusado de matar a su primo, Frederick Rooks, con un arma de fuego, tras cargos anteriores que incluía violencia doméstica, asalto y posesión de un arma de fuego. Permanece bajo custodia policial. En junio de 2025 fue sentenciado a 30 años de cárcel.

## Discografía

### Álbumes de estudio
- Fresh Outta High School (2018)
- Fresh Outta High School 2 (2018)
- Skyrolyrics (2020)
- Bars Behind Bars (2021, último álbum antes del arresto en 2021)

### Sencillos
- «Watch Me (Whip/Nae Nae)» (2015)
- «Get Em» (2016)
- «Young Love» (2016)
- «No Sense» (2020)

### Colaboraciones
- 2015
  - «Dessert» (con Dawin)
  - «Volcano» (con The Vamps)
- 2016
  - «Lightning in a Bottle» (con Sunny)
  - «Girl in the Mirror» (con Sophia Grace)
  - «Spotlight» (con PUNCH)
- 2017
  - «Silde» (con Elisakh Hagia)
  - «Like It Like It» (con Marcus & Martinus)
- 2018
  - «Juicy Fruit» (con The Vamps)
  - «Legends» (con LZ7)